# العتيبية (مكة)
العتيبية هو أحد أشهر الأسواق الشعبية القديمة في مكة المكرمة، وهو ذو أهمية لدى أهالي مكة المكرمة في التسوق وأكثرها في الحركة التجارية، حيث يشتهر بالزمن الماضي الجميل وذكرياته.

## موقع السوق
ويعتبر سوق العتيبية من الأسواق الرخيصة في مكة، حيث يقع في شارع الحجون ويبعد عن الحرم المكي أقل من ثلاث كيلومترات.

## سلع السوق
ويضم سوق العتيبية عددًا كبيرًا من الملابس الجاهزة ومحال الخياطة والفساتين والعباءات، كذلك محلات الأواني المنزلية والمطابخ والخردوات والألعاب والأقمشة والبخور والساعات والشنط ومحلات الذهب والهدايا التذكارية والعطارة ومستلزمات الزوار والمعتمرين خلال المواسم مثل الهدايا والمطاعم الشعبية.

## مكانة السوق عند الأهالي
وعلى الرغم من كثرة الأسواق والمولات الحديثة والمطورة والشراء عبر مواقع التواصل الاجتماعي، إلا أن سوق العتيبية يحتفظ بمكانته بين الأهالي في التسوق، والدليل أنه يشهد ازدحامًا طوال السنة وتزيد كثافة الازدحام في المواسم مثل شهر رمضان وموسم الحج؛ بسبب توافد الحجاج والمعتمرين والزوار. ومعظم أهالي مكة يفضلون شراء ملابس واحتياجات الأعياد والمناسبات من هذا السوق.